# Чолаку, Михай
Михай Леонард Чолаку (рум. Mihai Leonard Ciolacu, родился 11 сентября 1977 года в Констанце) — румынский регбист, выступавший на позиции винга (крыльевого) и флай-хава (блуждающего полузащитника).

## Биография
Чолаку провёл большую часть своей карьеры в «Фаруле» из Констанцы, с которой выиграл чемпионат Румынии в сезоне 1996/1997, а также некоторое время выступал за «Альбервиль» (фр. Stade olympique Ugine Albertville).
Дебютную игру за сборную Румынии провёл 30 мая 1998 года в Харькове против Украины. Всего сыграл 10 игр и набрал 12 очков, участвовал в Кубке мира 1999 года. Последнюю игру провёл 17 ноября 2001 года в Лондоне на «Туикенеме» против Англии, завершившуюся разгромным поражением «дубов» со счётом 0:134.